# Nanjing Olympic Suning Tower
La Nanjing Olympic Suning Tower, antes conocida como Nanjing Tower, es un rascacielos superalto actualmente en construcción el la ciudad de Nankín, en China, diseñado por JAHN. La construcción comenzó en 2011. Se espera que tenga 99 plantas y que mida 420 metros.